# 2329 Orthos
A 2329 Orthos (ideiglenes jelöléssel 1976 WA) egy földközeli kisbolygó. Hans-Emil Schuster fedezte fel 1976. november 19-én.